# Hybris (film)
Hybris è un film del 2015 diretto da Giuseppe Francesco Maione.

## Trama
Quattro amici legati da un passato oscuro, si ritrovano a trascorrere una notte in una casa abbandonata per rispettare le ultime volontà di un amico. La scomparsa di porte e finestre li porterà ad affrontare una convivenza forzata e ad affrontare vecchi rancori, e qui partirà il gioco al massacro.

## Promozione
Il trailer ufficiale del film è stato distribuito dal 6 maggio 2015.

## Distribuzione
La pellicola è stata distribuita nelle sale a partire dal 28 maggio.